# Greenbay Hoppers FC
Greenbay Hoppers FC ist ein im Jahr 1969 gegründeter Fußballverein aus Saint John’s im Inselstaat Antigua und Barbuda. Der Verein trägt seine Heimspiele im Antigua Recreation Ground aus und spielt in der Saison 2019/20 in der Premier League, der höchsten Spielklasse des nationalen Fußballverbands von Antigua und Barbuda. 2016 und 2018 konnte der Verein jeweils die nationale Meisterschaft feiern.

## Erfolge
- Premier League[3]

Meister: 2016, 2018